# Pušća Bistra (2005.)
Pušća Bistra, hrvatski dugometražni film iz 2005. godine.